# The Fascinating Mrs. Francis
The Fascinating Mrs. Francis è un cortometraggio muto del 1909 diretto e sceneggiato da David W. Griffith. Il film, interpretato da Marion Leonard, Herbert Yost e Anita Hendrie, vede la partecipazione in ruoli di cameo di attori come Mary Pickford (qui al suo terzo film), Mack Sennett e Florence Lawrence.

## Trama
A un ricevimento, un giovanotto si innamora della signora Francis che, durante la festa si è esibita cantando. Il padre di lui, disapprovando quella relazione, convince la signora a scoraggiare il figlio. Il giovane, disperato per essere stato respinto, in preda alle pene d'amore, pensa addirittura al suicidio. Ma cambierà idea quando incontrerà una ragazza della sua età che gli farà dimenticare la signora Francis.

## Produzione
Il cortometraggio fu prodotto dalla American Mutoscope and Biograph Company.

## Distribuzione
Il copyright del film, richiesto dall'American Mutoscope and Biograph Co., fu registrato il 22 gennaio 1909 con il numero H121876.
Distribuito dall'American Mutoscope and Biograph Company che lo fece uscire nelle sale il 21 gennaio 1909, nelle proiezioni il film veniva programmato con il sistema dello split reel, accorpato in un'unica bobina con un altro cortometraggio diretto da Griffith, Mr. Jones Has a Card Party.
Non si conoscono copie ancora esistenti della pellicola che viene considerata presumibilmente perduta.